# 643
Năm 643 là một năm trong lịch Julius. 